# Regale Abbazia di Santa Maria dell'Alto

## Storia
La Regale Abbazia di Santa Maria dell'Alto, chiamata popolarmente Madonna dell'Alto, è una chiesa bizantino-normanna fondata dal conte Ruggero I d'Altavilla nel 1072 a Mazara del Vallo. Erroneamente si cita come cofondatrice la figlia Giuditta che fondò invece il monastero cistercense femminile sul monte delle Giummare di Sciacca, di cui era signora.
L'Abbazia fu dapprima tenuta dai monaci di rito greco ed è citata con in titolo di S. Maria de Mazara in un diploma di re Ruggero II, datato 1145, con il quale il re la rende dipendente dall'Archimandritato del Santissimo Salvatore di Messina. Dal 1567 al 1811 fu commenda dei cavalieri di San Giovanni di Gerusalemme.
La chiesa subì diverse modificazioni e distruzioni nei secoli, ma conserva tuttora molte delle caratteristiche originarie come la facciata, che presenta un protiro sulla cui parete sinistra si aprono due archi a sesto acuto, e il portale del XIV secolo. All'interno della chiesa, sono ancora presenti in due nicchie laterali "coerenti col rito bizantino", la prothesis sul lato a nord e il diaconicon sul lato a sud, con due affreschi originari bizantini (dei quali uno gravemente mutilo) raffiguranti San Basilio e San Giovanni Crisostomo. Nel 1876 si registrava la presenza nel sito di una urna romana, usata come lavabo e ora custodita nella Cattedrale di Mazara del Vallo, di un capitello in stile corinzio liscio scavato per essere utilizzato come acquasantiera e di una colonnina che lo sosteneva, ora custoditi nel Museo diocesano. Nella grande nicchia centrale è collocata la statua marmorea della Madonna col Bambin Gesù, firmata "Iacobi Castegniola manu" (per gli studiosi Giacomo Cassignola). Rimangono oggi un incensiere con la sua navetta e un ostensorio, tutti in argento e con gli stemmi delle famiglie Burgio e Riggio, con croce di Malta.
Nel 1873 fu ceduta alla diocesi di Mazara del Vallo con l'impegno di tenere la chiesa aperta al culto. Dichiarata "dal punto di vista storico-artistico di importante interesse" nel 1931 dal Ministero della pubblica istruzione, fu dotata di personalità giuridica con decreto reale del 28 marzo 1938.
Solennità dell'Abbazia è l'Assunzione di Maria il 15 agosto.
È aperta al culto ogni giorno.